# Attheyella
Attheyella är ett släkte av kräftdjur. Attheyella ingår i familjen Canthocamptidae.

## Dottertaxa tillAttheyella, i alfabetisk ordning[1]
- Attheyella aculeata
- Attheyella africana
- Attheyella americana
- Attheyella australica
- Attheyella baikalensis
- Attheyella bennetti
- Attheyella borutzkyi
- Attheyella brehmi
- Attheyella capensis
- Attheyella carolinensis
- Attheyella cingalensis
- Attheyella crassa
- Attheyella crenulata
- Attheyella dadayi
- Attheyella dentata
- Attheyella derelicta
- Attheyella dogieli
- Attheyella ensifer
- Attheyella ferox
- Attheyella fluviatillis
- Attheyella fuhrmanni
- Attheyella godeti
- Attheyella guyanensis
- Attheyella hannae
- Attheyella horvathi
- Attheyella huaronensis
- Attheyella idahoensis
- Attheyella illinoisensis
- Attheyella incae
- Attheyella inopinata
- Attheyella insignis
- Attheyella lacustris
- Attheyella lanata
- Attheyella lanceolata
- Attheyella maxima
- Attheyella minuta
- Attheyella muscicola
- Attheyella nakaii
- Attheyella nordenskioldi
- Attheyella northumbricoides
- Attheyella obatogamensis
- Attheyella oculta
- Attheyella orientalis
- Attheyella pilosa
- Attheyella richardi
- Attheyella ruttneri
- Attheyella spinipes
- Attheyella subdola
- Attheyella trigonura
- Attheyella trispinosa
- Attheyella ussuriensis
- Attheyella warreni
- Attheyella weigoldi
- Attheyella wierzejskii
- Attheyella wulmeri
- Attheyella vulmeroides